# سیارک ۶۴۳۷
سیارک ۶۴۳۷ (به انگلیسی: 6437 Stroganov، نامگذاری:1987QS7) شش هزار و چهارصد و سی و هفتمین سیارک کشف شده‌است که در ۲۸ اوت ۱۹۸۷ کشف شد.
قدر مطلق سیارک برابر ۳۷.۱ است.